# Réfugiés belges aux Pays-Bas durant la Première Guerre mondiale
Au moins 500 000 Belges sont des réfugiés aux Pays-Bas durant la Première Guerre mondiale, dont la plupart rentrèrent en Belgique avant la fin de la guerre. Ils étaient aussi bien des civils craignant les affres de la guerre et les atrocités allemandes que des militaires ayant déserté ou séparés de leur unité.

## Invasion allemande
Officiellement, la Belgique comme les Pays-Bas étaient des États neutres. En 1904, le plan d'une éventuelle attaque de la France via la Belgique n'était plus un secret, ce qui avait engendré des réactions et notamment la réforme de la conscription et, en 1909, la suppression du remplacement.
Le 4 août 1914, l'Allemagne envahit la Belgique sans déclaration de guerre formelle. Immédiatement après l'entrée des troupes allemandes, un flux de réfugiés vers les Pays-Bas se forme. Le premier jour, 52 soldats belges franchissent la frontière. Le 10 octobre 1914, la place forte d'Anvers tombe et il s'ensuit la fuite de 40 000 soldats et 1 million de civils vers les Pays-Bas. Une autre estimation d'Ernst Heinrich Kossmann (en) et Henri Pirenne donne 500 000 réfugiés, dont une centaine de milliers vers les Pays-Bas. On retrouve parmi les soldats fuyant, environ 1 600 Britanniques de la First Royal Naval Brigade.

## Réfugiés militaires

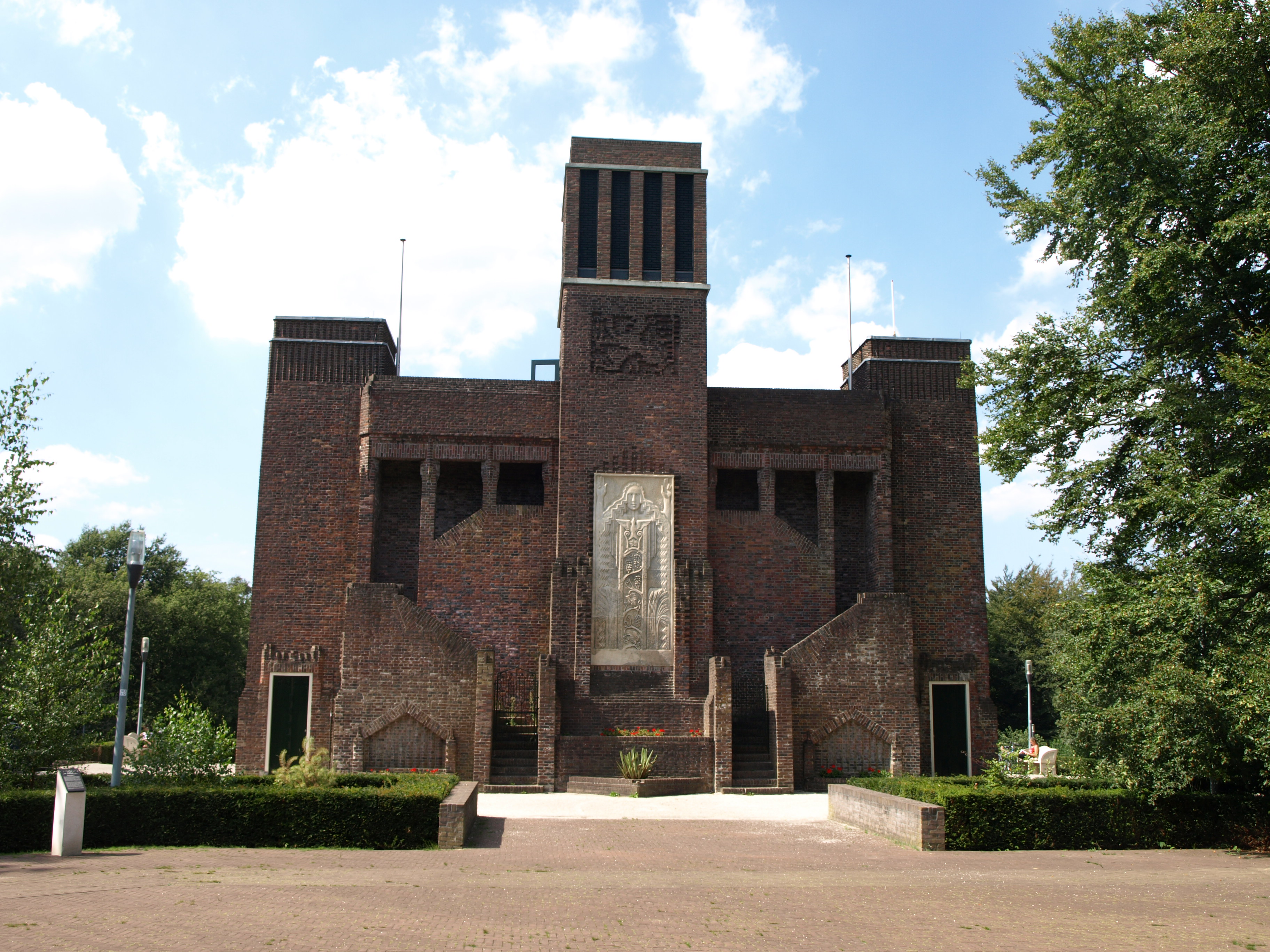
Le monument belge à Amersfoort.

Suivant la conférence de paix de La Haye du 18 octobre 1907, les Pays-Bas seraient un pays neutre en cas de guerre et devraient désarmer et interner tous les soldats qui s'y réfugieraient.
Les premiers soldats arrivés furent logés à Alkmaar dans une caserne vide. Plus tard, des casernes à Amersfoort, Harderwijk, Groningue et Oldebroek furent également utilisées pour l'internement. La caserne à Oldenbroek fut fermée le 1er septembre 1916. À Alkmaar se trouvaient également des déserteurs allemands, mais à la suite des conflits réguliers que la cohabitation avec les Belges engendrait, ils furent déplacés à Kamp Bergen. Pour éviter l'internement, certains militaires tentèrent d'embarquer pour l'Angleterre revêtus d'effets civils.
La plupart des casernes étant trop petites pour accueillir tous les soldats, des camps de tentes furent rapidement montés à proximité. Près d'Amersfoort fut érigé sur ordre du ministre néerlandais de la Guerre Nicolaas Bosboom, le camp Zeist fait de baraquements en bois. Le camp se nommait officiellement Interneringskamp Amersfoort - Legerplaats bij Zeist (en français Camp des internés-lez-Zeist).
Les soldats internés commencèrent, en 1916, l'érection d'un monument en reconnaissance de l'hospitalité reçue. Sous la direction de l'architecte belge Huib Hoste, ils construisirent le monument belge sur les hauteurs d'Amersfoort.
À partir de 1917, des camps séparés furent établis pour les déserteurs. Des villages spéciaux (Alberts’ Dorp, Elizabeth-Dorp, Nieuwdorp, Leopold’s Dorp, Heidekamp, Boschkant et Moensdorp) furent également construits près des camps pour accueillir les familles des soldats.
Au fil du temps, un nombre croissant de soldats internés furent mis au travail dans les entreprises néerlandaises où ils remplaçaient souvent les néerlandais mobilisés dans l'armée. Au total, 46,2 % des militaires furent concernés par la mesure.
La guerre se termina le 11 novembre 1918, mais les soldats durent attendre que les Pays-Bas signent l'accord d'armistice avant de pouvoir retourner chez eux.

## Réfugiés civils
Les civils qui se réfugièrent aux Pays-Bas furent autant que possible dispersés. Déjà le 12 octobre 1914, le gouvernement néerlandais entama des négociations avec les autorités allemandes de Belgique pour inciter un retour des civils. À partir de novembre 1914, la majorité des citoyens purent rentrer chez eux. En mai 1915, il y avait encore 10 500 civils réfugiés, ce qui resta constant pour la durée de la guerre.
Initialement, le gouvernement néerlandais laissa prendre en charge autant que possible l'accueil des réfugiés par les particuliers, mais la crainte d'émeutes et de manifestations anti-allemandes le fit décider de les placer dans des camps gardés. Le premier camp qui ouvrit ses portes à Nunspeet (Vluchtoord Nunspeet). Il fut suivi par un autre à Ede puis à Amersfoort, Berg-op-Zoom, Rosendael, Tilbourg, Hontenisse, Baerle-Nassau, Amsterdam, Schéveningue, Oldebroek et la prison de Veenhuizen.
Les camps étaient formés soit de tentes ou de baraquements.
À l'intérieur des camps, les réfugiés étaient classés en trois catégories selon de leur danger :
- éléments dangereux ou indésirables
- éléments moins désirables
- nécessiteux décents

Partiellement à cause de ce classement, la plupart des réfugiés préférèrent retourner en Belgique. Les civils pouvaient également être harcelés par les autorités pour se mettre en conformité avec la loi néerlandaise relative aux étrangers de 1849.
En mars 1915, le Danemark donna aux Pays-Bas 325 000 florins pour la construction d'habitations simples et déplaçables pour les réfugiés. Ces maisons furent placées à Ede (Village danois), Uden (Villa-Dorp), Gouda, Amsterdam (Village Alida Jacobs) et Zierikzee.
Comme pour les réfugiés militaires, le retour massif des réfugiés civils vers la Belgique débuta fin 1918 et se termina en février 1919.

### Sources
1. ↑  (en) E.H. Kossmann: The low countries 1780-1940, Oxford, Clarendon Press 1978, p. 523. Kossmann signale que selon Pirenne, environ 1,4 million de belges, près de 1/5e de la population quitte leur pays à ce moment. Beaucoup rentrèrent rapidement. H. Pirenne: La Belgique et la Guerre mondiale, Paris, Presses universitaires de France; New Haven, Yale university press [1928], p. 64-65
2. ↑  http://www.1914-1918.be/photo.php?image=photos2/docteur_de_beir/dr_de_beir_005.jpg
3. ↑  AMARA, M., Des Belges à l'épreuve de l'exil, Bruxelles, Éditions de l'Université de Bruxelles, 2014, 2e tirage, 422 p.

## Traductions
- (nl) Cet article est partiellement ou en totalité issu de l’article de Wikipédia en néerlandais intitulé « Belgische vluchtelingen in Nederland tijdens de Eerste Wereldoorlog » (voir la liste des auteurs).